# Красношапка, Юрий Алексеевич
Юрий Алексеевич Красношапка (28 января 1936 — 30 июня 2005, город Белая Церковь Киевской области) — украинский советский партийный деятель, 1-й секретарь Белоцерковского горкома КПУ. Депутат Верховного Совета УССР 10-11-го созывов.

## Биография
Окончил Харьковский авиационный институт имени Жуковского .
В 1959—1964 годах — технолог, старший мастер, секретарь комитета ВЛКСМ, заместитель начальника цеха на одном из предприятий города Омска РСФСР.
В 1964—1970 годах — конструктор, главный инженер, начальник корпуса, главный механик на предприятиях города Белая Церковь Киевской области.
Член КПСС с 1966 года.
В 1970—1973 годах — секретарь партийного комитета Белоцерковского завода. В 1973—1974 годах — 2-й секретарь Белоцерковского городского комитета КПУ Киевской области.
В мае 1974—1990 годах — 1-й секретарь Белоцерковского городского комитета КПУ Киевской области.
Делегат XXV, XXVI и XXVII съездов КПСС.
Потом — на пенсии в городе Белой Церкви.

## Награды
- орден Ленина
- два ордена Трудового Красного Знамени
- орден «Знак Почета»
- орден Дружбы народов
- медали
- Почетная грамота Президиума Верховного Совета Украинской ССР
- почетный гражданин города Белая Церковь (1996)

## Источник
- Депутати Верховної Ради УРСР. 11-е скликання — 1985 р.